# Albrecht II. (Habsburg)
Albrecht II. von Habsburg († 14. Juli 1140) war der älteste Sohn des Grafen Werner I. von Habsburg (1025–1096) und dessen Frau, Regulinda Gräfin von Baden.

## Leben
Albrecht II. war Landvogt in Muri. Verheiratet war er mit Judenta von Ortenburg-Hirrlingen. Er starb ohne Erben. Sein Bruder, Otto II. von Habsburg, war vermutlich der erste, der sich von Habsburg nannte.

## Nachkommen
⚭ Judenta von Ortenburg-Hirrlingen
- Ulrich, starb vor dem Tod seines Vaters